# Affaires familiales
Affaires familiales est une série télévisée judiciaire française en 26 épisodes de 26 minutes produite par Télé Images et diffusée quotidiennement à 11 h entre le 31 juillet et le 1er septembre 2000 sur TF1.

## Synopsis
L'action se passe au tribunal, lieu de passage incontournable de couples déchirés qui renouent, très souvent avec violence, un dialogue depuis trop longtemps négligé…
Cette série s'inscrit dans la volonté de TF1 de relancer cet été-là les séries judiciaires en journée.

## Distribution
- Élisa Servier : Irène Jaffry
- Clémence Boue : Maître Lormoy